# Disturbio

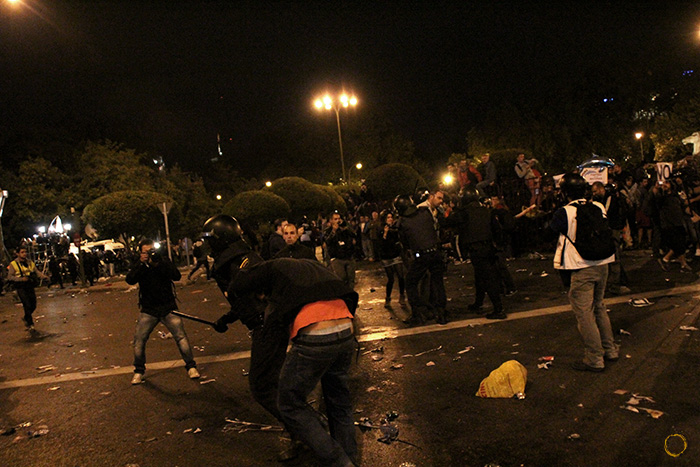
Desalojo de la plaza de Neptuno, Madrid, durante la manifestación 25-S Rodea el Congreso, 2012.

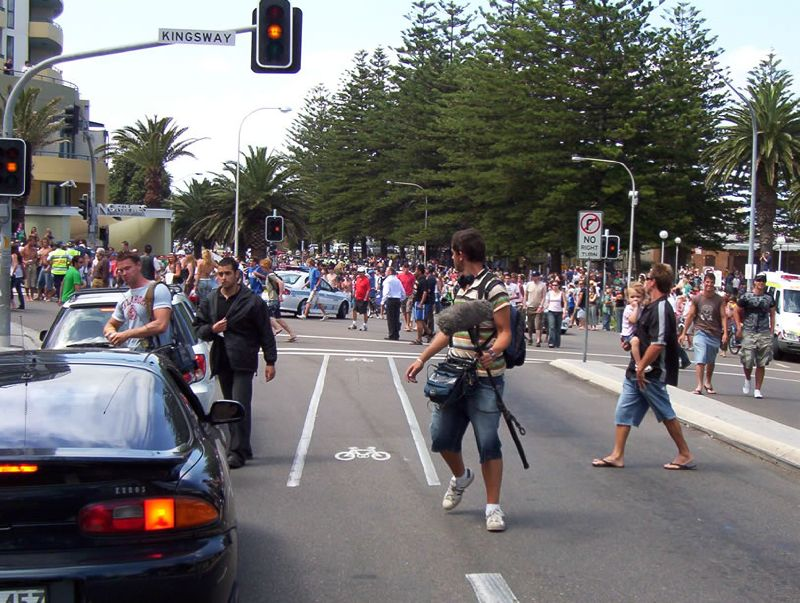
Disturbios en Australia, 2005.

Un disturbio es una alteración del orden público, habitualmente en la vía pública y en el transcurso de una manifestación, en la que se producen actos espontáneos de violencia física contra personas, la propiedad privada (por ejemplo, vehículos o establecimientos) o el mobiliario urbano. El origen de la violencia es por lo general difuso y polémico, ya que puede originarse de parte de la sociedad civil o de parte de las llamadas fuerzas de seguridad (policía, fuerzas armadas, etc.).
La diferencia con otras expresiones violentas del movimiento social puede ser mayor o menor. Si los disturbios tienen mayor grado de repercusión o éxito, se puede hablar alternativamente de revuelta, motín, rebelión o revolución.
La respuesta ante un disturbio suele ser tarea de la policía, comúnmente de los agentes antidisturbios, aunque también puede requerir apoyo militar. Para controlar las masas enfurecidas suelen emplearse armas no letales, como cañones de agua, balas de goma, pulverizadores de pimienta, porras y gas lacrimógeno.
Algunos países emplean ataques que pueden producir muertes para detener los disturbios, sobre todo si se producen bajo la ley marcial, en casos de guerra. Esto lo permite el derecho militar, siempre y cuando no se considere a los civiles como objetivos de forma intencionada. Como consecuencia, suelen producirse «daños colaterales» (eufemismo para referirse a «víctimas civiles»).
Los disturbios suelen producirse como reacción a un agravio o por disidencia. Históricamente, los disturbios se han producido debido a la pobreza, el desempleo, la condiciones de vida deficientes, la opresión gubernamental, los impuestos o el servicio militar obligatorio, los conflictos entre grupos étnicos (disturbios raciales) o religiones (por ejemplo, violencia sectaria, pogrom), el resultado de un acontecimiento deportivo (por ejemplo, disturbios deportivos, gamberrismo futbolístico) o la frustración con los canales legales a través de los cuales airear las quejas.
Aunque los individuos pueden intentar liderar o controlar un disturbio, los disturbios suelen consistir en grupos desorganizados que con frecuencia son «caóticos y muestran comportamiento de rebaño» Cada vez hay más pruebas que sugieren que los disturbios no son un comportamiento irracional, de rebaño (a veces llamado mentalidad de turba), sino que en realidad siguen normas sociales invertidas. 
Hacer frente a los disturbios suele ser una tarea difícil para las fuerzas policiales. Pueden utilizar gas lacrimógeno o gas CS para controlar a los alborotadores. La policía antidisturbios puede utilizar métodos de control no letales, como escopetas que disparan bolas flexibles para herir o incapacitar a los alborotadores y facilitar su detención. 

## Clasificación

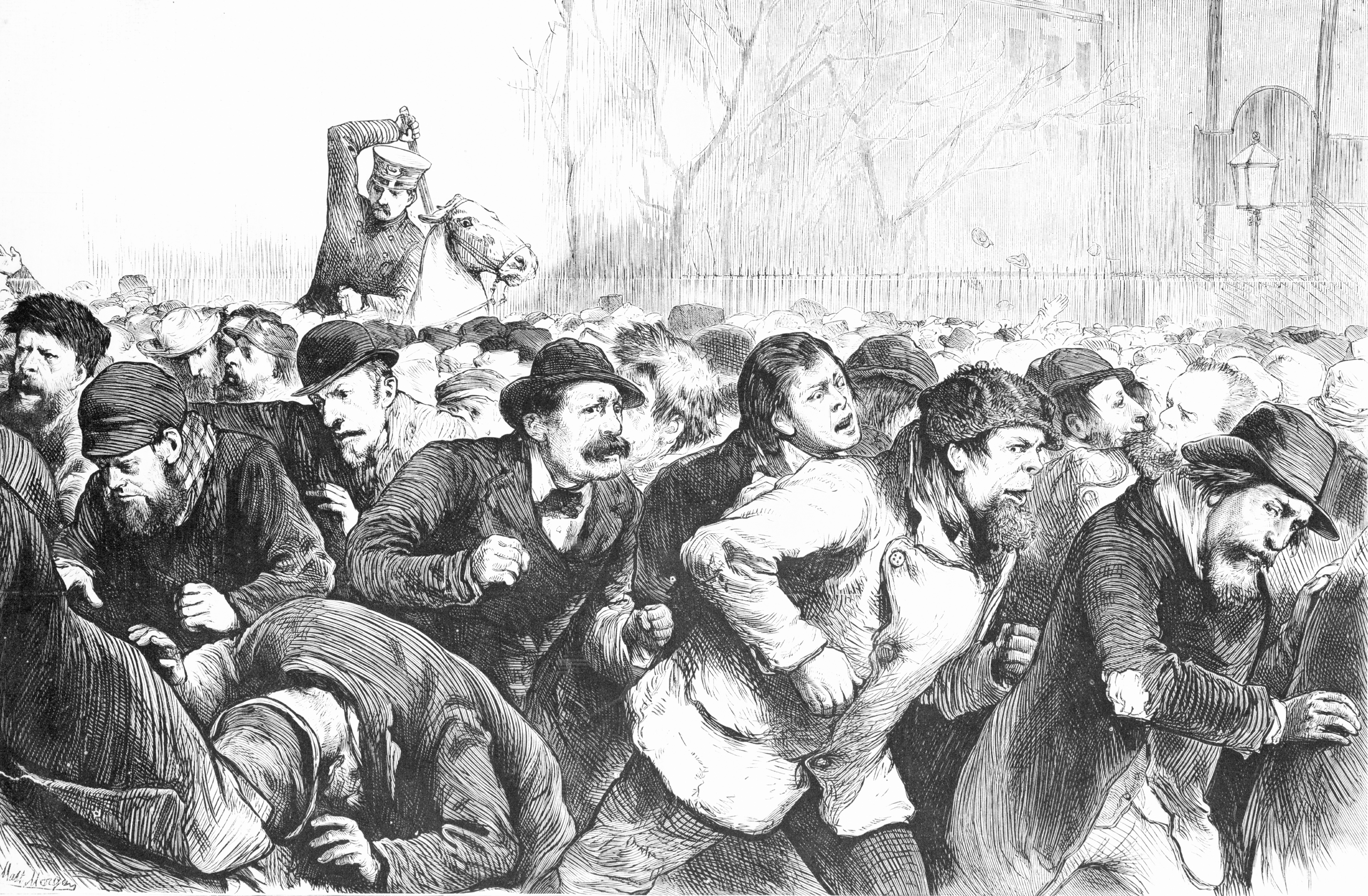
La policía de Nueva York ataca a los trabajadores desempleados en Tompkins Square Park, 1874.

Los disturbios alimentarios son causados por las malas cosechas, el almacenamiento incompetente de alimentos, el acaparamiento, el envenenamiento de los alimentos o los ataques de plagas como las langostas. Cuando el público se desespera por estas condiciones, los grupos pueden atacar tiendas, granjas, casas o edificios gubernamentales para obtener pan u otros alimentos básicos como el grano o la sal. Thomas Southcliffe Ashton, en su estudio sobre los disturbios por alimentos entre los mineros del carbón, señaló que "la turbulencia de los mineros del carbón debe explicarse, por supuesto, por algo más elemental que la política: era la reacción instintiva de la virilidad al hambre" Charles Wilson señaló que "las subidas espasmódicas de los precios de los alimentos provocaron que los cargadores del río Tyne ([y del río Wear) se amotinaran en 1709, y que los mineros del estaño saquearan los graneros de Falmouth en 1727"[verificación necesaria] En los disturbios del pan de Egipto de 1977, cientos de miles de personas se amotinaron después de que se dejaran de subvencionar los alimentos y subieran los precios.
Un disturbio policial es un término que designa el uso desproporcionado e ilegal de la fuerza por parte de un grupo de policías contra un grupo de civiles. Este término se utiliza habitualmente para describir un ataque policial contra civiles o para provocar a los civiles a la violencia.
Un disturbio político es un motín con fines políticos o que se desarrolla a partir de una protesta política.
Un disturbio carcelario es un acto temporal a gran escala de desafío o desorden concertado por un grupo de presos contra los administradores de la prisión, los funcionarios de prisiones u otros grupos de presos. Suele realizarse para expresar un agravio, forzar un cambio o intentar una fuga. [cita requerida]
En un disturbio racial, la raza o la etnia es el factor clave. El término había entrado en la lengua inglesa en Estados Unidos en la década de 1890. Los primeros usos del término se referían a los disturbios que solían ser una acción colectiva de miembros de un grupo racial mayoritario contra personas de otras razas percibidas. [cita requerida]

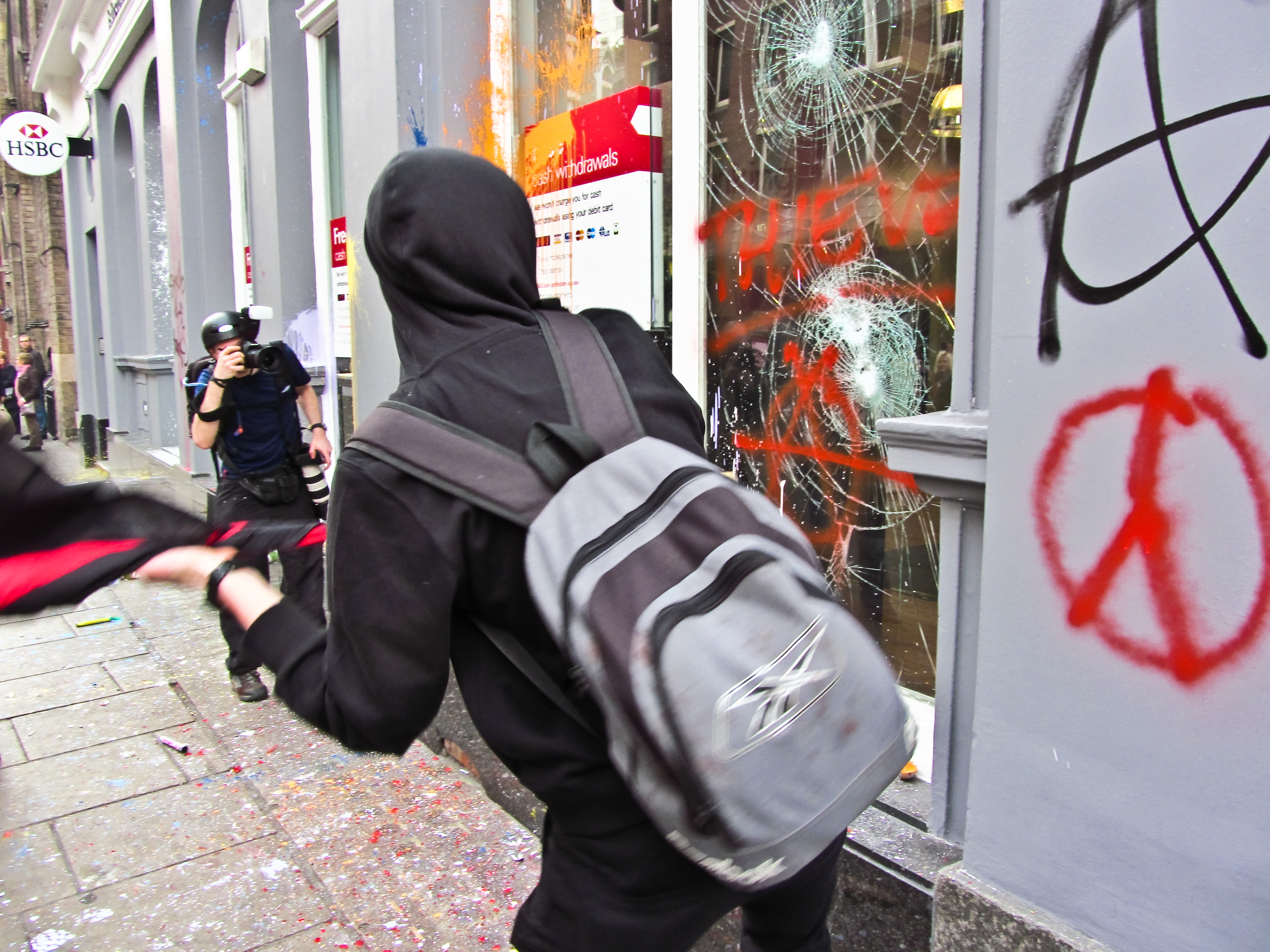
Motín estudiantil anarquista contra el FMI

En un disturbio religioso, el factor clave es la religión. Los disturbios se dirigen a personas y propiedades de una religión específica, o a quienes se cree que pertenecen a esa religión.

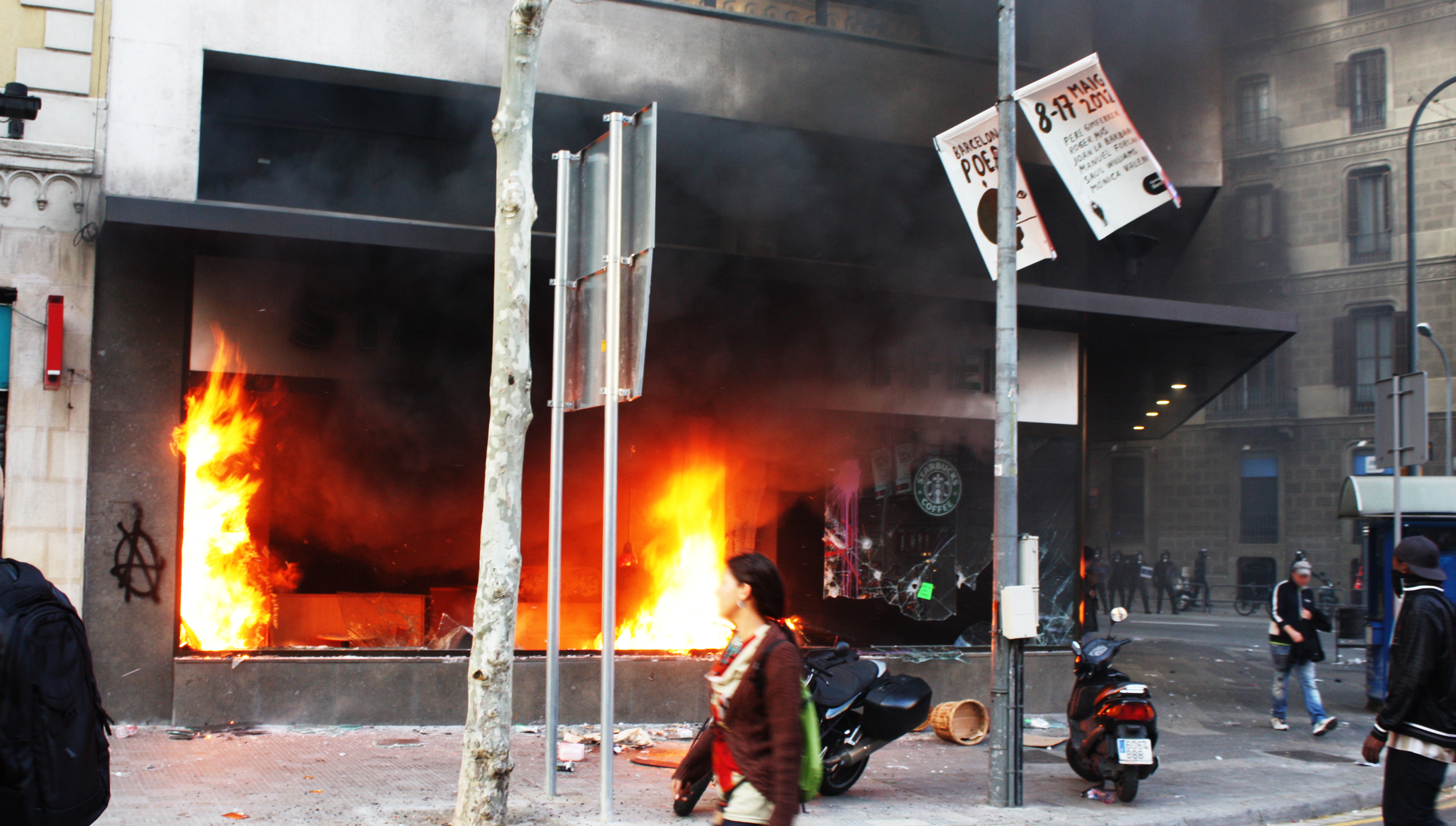
Un café de la cadena Starbucks tras las protestas contra la austeridad y los disturbios en Barcelona.

Los disturbios deportivos, como los de Nika, pueden ser provocados por la derrota o la victoria de un equipo o atleta específico. Los aficionados de los dos equipos también pueden pelearse. Los disturbios deportivos pueden ocurrir como resultado de equipos que compiten por un campeonato, de una larga serie de partidos o de resultados ajustados. Los deportes son la causa más común de disturbios en Estados Unidos, ya que acompañan a más de la mitad de los partidos o series de campeonatos.[cita requerida] Casi todos los disturbios deportivos en Estados Unidos se producen en la ciudad del equipo ganador.

## Efectos

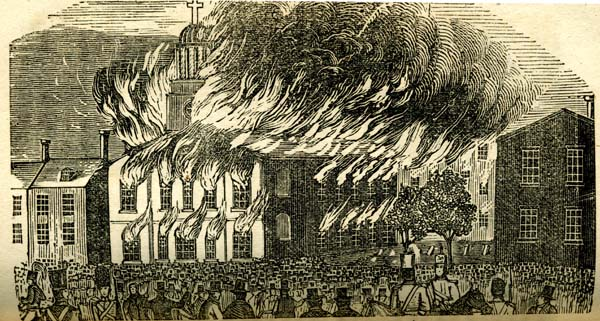
La iglesia de San Agustín en llamas durante los Disturbios Nativistas de Filadelfia en 1844

Los efectos económicos y políticos de los disturbios pueden ser tan complejos como sus orígenes. La destrucción de propiedades y los daños a las personas suelen ser inmediatamente mensurables. Durante los disturbios de Los Ángeles en 1992, 2383 personas resultaron heridas, más de 12 000 fueron detenidas, 63 personas murieron y más de 700 negocios ardieron. Los daños materiales se estimaron en más de mil millones de dólares. Al menos diez de los muertos fueron abatidos por la policía o la Guardia Nacional.
Del mismo modo, los disturbios civiles de 2005 en Francia duraron más de tres semanas y se extendieron a casi 300 ciudades. Al final de los incidentes, más de 10 000 vehículos quedaron destruidos y más de 300 edificios ardieron. Se detuvo a más de 2800 presuntos alborotadores y 126 policías y bomberos resultaron heridos. Los daños estimados superaron los 200 millones de euros.

## Lista cronológica de disturbios importantes
- 1863: Disturbios de Reclutamiento, Nueva York, Estados Unidos.
- 1929: Movimiento del Cuatro de Mayo, China.
- 1948: Bogotazo, Colombia.
- 1965: Disturbios en Watts, Los Ángeles, Estados Unidos.
- 1968: Mayo francés.
- 1968: Movimiento estudiantil de 1968 en México.
- 1969: Disturbios de Stonewall, Estados Unidos.
- 1969: Cordobazo, Argentina.
- 1981: Disturbios de Brixton, Londres, Reino Unido.
- 1983: Jornadas de Protesta Nacional, Chile
- 1989: Caracazo, Venezuela.
- 1992: crisis por la caída de la URSS
- 1992: Disturbios de Los Ángeles de 1992, Los Ángeles, Estados Unidos.
- 2000: La Marcha de los Cuatro Suyos, Perú
- 2001: Contracumbre del G8 en Génova, Italia.
- 2001: Crisis de diciembre de 2001, Argentina.
- 2005: Desórdenes en Belice en 2005.
- 2005: Disturbios de Francia en el 2005.
- 2005: IV Cumbre de las Américas, Argentina.

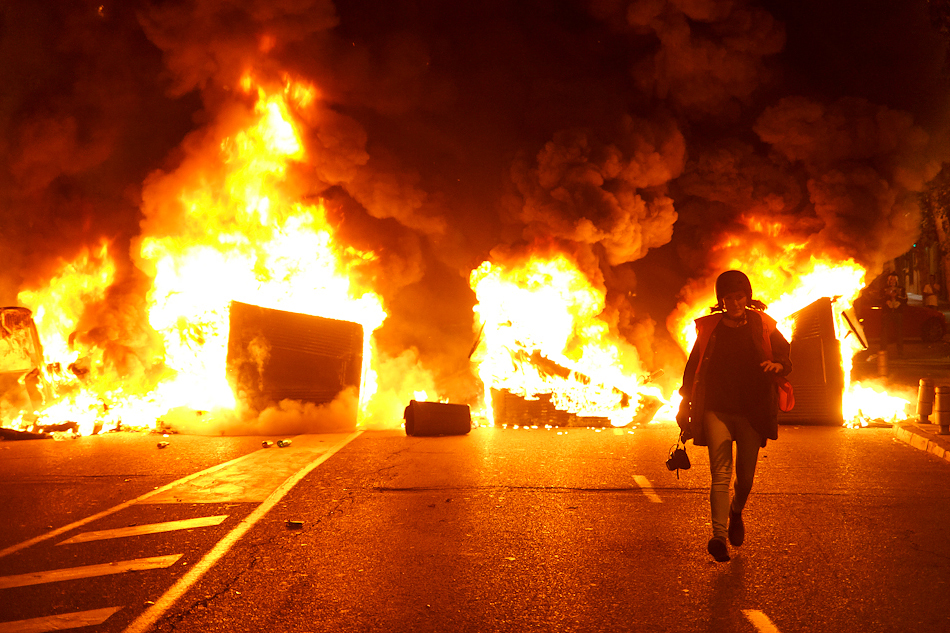
Disturbios del 14 de noviembre de 2012 en Madrid

- 2005: Disturbios raciales de Sídney (2005), Australia.
- 2006: Disturbios de Dublín (2006), Irlanda.
- 2008: Disturbios en el Tíbet de 2008.
- 2011: Disturbios en Inglaterra de 2011.
- 2011: Disturbios en Roma de 2011.
- 2011: Movilización estudiantil en Chile de 2011.
- 2012: Manifestación 25-S Rodea el Congreso en España de 2012.
- 2013 : Paro nacional agrario en Colombia de 2013
- 2014: Euromaidán, Ucrania.
- 2014: Protestas en Venezuela de 2014.
- 2017: Protestas en México por gasolinazo 2017.
- 2017: Protestas en Argentina por la sanción de la Reforma previsional.
- 2017: Manifestaciones en Cataluña, España.
- 2017 : Protestas en Venezuela de 2017
- 2018: Protestas en Nicaragua de 2018
- 2019: Protestas en Ecuador de 2019
- 2019: Protestas en Bolivia de 2019.
- 2019: Estallido social en Chile
- 2019: Protestas en Colombia de 2019
- 2019-2020: Protestas en Líbano de 2019-2020
- 2020: Protestas por la muerte de George Floyd, Estados Unidos.
- 2020: End SARS
- 2020: Protestas en Guatemala de 2020
- 2020: Protestas por la muerte de Javier Ordóñez, Colombia.Manifestantes disparan fuegos artificiales contra la policía en Tiflis, Georgia.

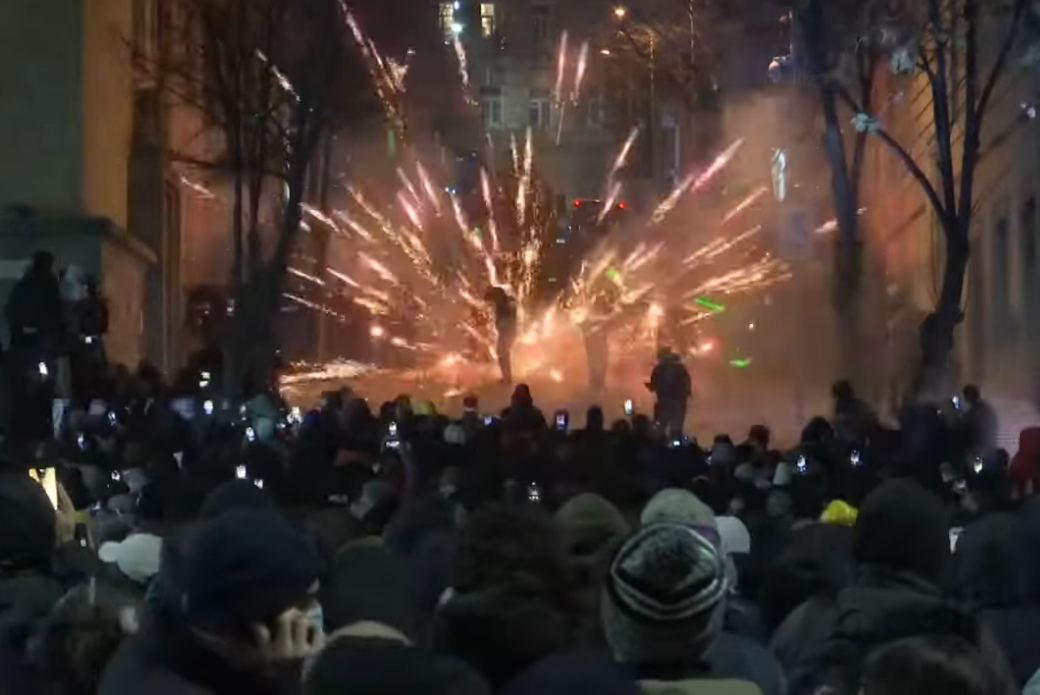
Manifestantes disparan fuegos artificiales contra la policía en Tiflis, Georgia.

- 2020: Protestas en Perú de 2020,  Perú
- 2021: Protestas en Birmania de 2021 Myanmar
- 2021: Protestas en Paraguay de 2021
- 2021: Protestas en Colombia de 2021
- 2021: Protestas en Cuba de 2021
- 2023: Protestas en Perú de 2023
- 2024: Protestas en Venezuela de 2024
- 2024: Disturbios en Tiflis de 2024

### Reino Unido
- Archibald, Malcolm. Whisky, Wars, Riots and Murder: Crime in the 19th-Century Highlands and Islands (2013)
- Bloome, Clive (2003). Violent London: 2000 Years of Riots, Rebels and Revolts. London: Sidgwick & Jackson. ISBN 0-283-07310-1.
- Bohstedt, John.	The Politics of Provisions: Food Riots, Moral Economy, and Market Transition in England, c. 1550-1850 (Ashgate, 2010)
- Bohstedt John. Riots and Community Politics in England and Wales, 1790–1810. (Harvard UP, 1983).
- Clover, Joshua (2016). Riot: The New Era of Uprisings. London: Verso. ISBN 978-1-78478-059-3.
- Hernon, Ian (2006). Riot!: Civil Insurrection from Peterloo to the Present Day. Pluto Press. ISBN 0-7453-2538-6.
- Kettle, Martin, and Lucy Hodges, eds. Uprising! Police, the People and the Riots in Britain’s Cities (Pan Books, 1982).
- Nagl, Dominik (2013). No Part of the Mother Country, but Distinct Dominions - Rechtstransfer, Staatsbildung und Governance in England, Massachusetts und South Carolina, 1630–1769. LIT. ISBN 978-3-643-11817-2. Online pp. 594
- Waddington, P. A. J. (1991). The Strong Arm of the Law: Armed and Public Order Policing. Clarendon Press. ISBN 0-19-827359-2.

### Estados Unidos
- Abu-Lughod, Janet L. Race, space, and riots in Chicago, New York, and Los Angeles (2007). online
- Bergesen, Albert, and Max Herman. "Immigration, race, and riot: The 1992 Los Angeles uprising." American Sociological Review (1998): 39–54. online
- Bernstein, Iver. The New York City Draft Riots: Their Significance for American Society and Politics in the Age of the Civil War (Oxford UP, 1991) online
- Brophy, Alfred L. and Randall Kennedy. Reconstructing the Dreamland: The Tulsa Riot of 1921: Race, Reparations, and Reconciliation (Oxford UP, 2003)
- Bruns, Roger. Zoot Suit Riots (ABC-CLIO	2014), Hispanics in Los Angeles in 1940s.
- Chicago Commission on Race Relations. The Negro in Chicago: A Study of Race Relations and a Race Riot (1922) on Chicago race riot of 1919
- Fine, Sidney. Violence in the Model City: The Cavanagh Administration, Race Relations, and the Detroit Riot Of 1967 (Michigan State University Press,2007)
- Gilje, Paul A. Rioting in America (Indiana UP, 1996), interpretive history from colonial era to present
- Gordon, Michael A. The Orange Riots: Irish Political Violence in New York City, 1870 and 1871 (Cornell UP, 2018) see Orange Riots
- Gottesman, Ronald, and Richard Maxwell Brown, eds. Violence in America: an encyclopedia (3 vol 1999). 1930pp; comprehensive coverage by scholars; vol 2 online
- Graham, Hugh Davis, ed. Violence in America : historical and comparative perspectives ; a report to the National Commission on the Causes and Prevention of Violence (2 vol 1969) vol 1 online also vol 2 online
- Gurr, Ted Robert, ed. Violence in America: Protest, rebellion, reform (1979).
- Hofstadter, Richard, and Michael Wallace, eds. American violence: A documentary history (1971). online
- Hunt, Darnell M. Screening the Los Angeles ’Riots’: Race, Seeing, and Resistance (Cambridge UP, 1996), focus on media coverage
- Nagl, Dominik (2013). No Part of the Mother Country, but Distinct Dominions - Rechtstransfer, Staatsbildung und Governance in England, Massachusetts und South Carolina, 1630–1769. LIT. ISBN 978-3-643-11817-2. Online pp. 594
- Olzak S, Shanahan, and E.H.McEneaney. . "Poverty, segregation and race riots: 1960 to 1993." American Sociological Review  (1996) 61(4):590–613 online
- Rucker, Walter C. and James N. Upton, eds. Encyclopedia of American Race Riots (2 vol. Greenwood, 2006)
- Tuttle, William. Race Riot: Chicago in the Red Summer of 1919. (U of Illinois Press, 1970). online
- Waskow, Arthur I. From Race Riot to Sit-In, 1919 and the 1960s: A Study in the Connections Between Conflict and Violence. (Doubleday, 1966).